# El Sobrado
El Sobrado es una localidad del estado mexicano de Michoacán. Es parte del municipio de Huiramba.

## Demografía
| Gráfica de evolución demográfica |
|                                  |

| Censo | Población |
| ----- | --------- |
| 1921  | 6         |
| 1930  | 138       |
| 1940  | 131       |
| 1950  | 47        |
| 1960  | 169       |
| 1970  | 193       |
| 1980  | 279       |
| 1990  | 418       |
| 2000  | 696       |
| 2010  | 902       |
| 2020  | 1309      |